# Trichosia splendens
Trichosia splendens är en tvåvingeart som beskrevs av Johannes Winnertz 1867. Trichosia splendens ingår i släktet Trichosia och familjen sorgmyggor.
Artens utbredningsområde är Tyskland. Arten är reproducerande i Sverige. Inga underarter finns listade i Catalogue of Life.